# Herrgårdsroman
Herrgårdsroman är en litterär prosagenre med romantiska kärleksromaner som utspelar sig i en historisk herrgårdsmiljö. Selma Lagerlöf hör till genrens främsta representanter i Sverige.